# Овіг Демірчян
Ов́іг Демірчян (грец. Χουίγ Δεμιργιαν, вірм. Հովիկ Դեմիրճյան; нар. 25 січня 1989), також відомий як просто Овіг (англ. Hovig, грец. Χουίγ, вірм. Հովիկ) — кіпріотський співак вірменського походження, який представляв Кіпр на Євробаченні 2017 у Києві, Україна.

## Біографія
Овіг Демірчян народився 3 січня 1989 року в Нікосії у вірменській сім'ї. З шести років почав займатися музикою: грати на гітарі та фортепіано. Спочатку вивчав маркетинг та працював в офісі, але врешті вирішив займатися музикою та зробити кар'єру співака. Вчився на джазовому факультеті Університету Нікосії. Його першим великим досягненням у сфері музики було друге місце на музичному конкурсі в Ларнаці. 
Він став відносно відомим на Кіпрі під псевдонімом «The Music Messenger» (Посланець музики). 2009 року співак презентував свій перший сингл «Δεν μού μιλάς — ἱστορία έχει τελειώσει» у супроводі відеокліпу в рамках підготовки до грецької версії X Factor. Аргіро Христодуліду є автором пісні, а Костас Воніатіс — режисером відеокліпу.

### ГрецькийX Factor
2009 року Овіг взяв участь у другому сезоні грецької версії конкурсу X Factor. Він пройшов прослуховування з грекомовною піснею «Ποτέ» і потрапив до категорії хлопців 16—24 років, наставником якої був Нікос Муратідіс. На вступному шоу Демірчян співав «How to Save a Life» гурту «The Fray», а на другому тижні «Menos ektos» співачки Елефтерії Арванітакі. На третьому тижні він виступав з піснею «Unchain My Heart» Рея Чарльза і Джо Кокера, на четвертому — із піснею «You Give Love a Bad Name» гурту Bon Jovi, на п'ятому — з «With a Little Help from My Friends» гурту «The Beatles» і Джо Кокера. 
Наступні тижні конкурсу співак виконував такі пісні, як «(I Can't Get No) Satisfaction» гурту «The Rolling Stones», «Feel» Роббі Вільямса, «You Can Leave Your Hat On» знову Джо Кокера та «It's a Man's Man's Man's World» Джеймса Брауна. На одинадцятому live-шоу Овіг виконав дві пісні: грекомовну «Pou na sai» Андоніса Ремоса та «Hello» Лайонела Річі. Він фінішував на сьомому місті.
Після X Factor співак повертається на рідний Кіпр і далі робить власну музичну кар'єру. Він презентує декілька синглів, серед яких були грекомовні «Ξανά» 2010 року та «Εγω Για Μένα» 2013. Також він подорожує Грецією, Росією та країнами Середнього Сходу і бере участь у різноманітних концертах.

### Пісенний конкурс Євробачення
Після грецького X Factor співак двічі брав участь у національних відборах Кіпру, аби представляти свою країну на пісенному конкурсі Євробачення — у 2010 та 2015 роках. 2010 року він посів третю сходинку із піснею «Goodbye» та 2015 року четверту з піснею «Stone in a River».
21 жовтня 2016 року телебачення Кіпру оголосило, що Овіг Демірчян представлятиме Кіпр на Євробаченні 2017 в Києві. Чутки щодо можливої участі у конкурсі цього співака ходили з того моменту, як телебачення Кіпру дало зрозуміти, що саме чоловік буде представляти країну на Євробаченні. Також того дня було оголошено, що автором пісні співака буде відомий шведський композитор і музикант Томас Густафсон (Thomas G:son).
За підсумками голосування посів	21 місце.

## Дискографія

### Сингли
- 2009 — «Δεν μού μιλάς — ἱστορία έχει τελειώσει»
- 2010 — «Ξανά»
- 2010 — «Goodbay»
- 2013 — «Εγω Για Μένα»
- 2015 — «Stone in a River»